# Temporada do Campeonato Mundial de Motovelocidade de 2009
A Temporada do Campeonato Mundial de Motovelocidade de 2009 foi a 61° edição promovida pela F.I.M.. Esta foi a primeira temporada do contrato de três anos que a Bridgestone firmou com os organizadores da MotoGP como fornecedora única.

## Pré-Temporada

### Medidas de redução de custos
Conforme anunciado em 2008, a classe MotoGP mudou para um fabricante de pneus únicos. A medida foi tomada para tentar melhorar a segurança, reduzindo as velocidades nas curvas e de maneira marginal por razões de custo; o vencedor foi decidido por licitação. A Michelin, um dos dois fornecedores de pneus em 2008, decidiu não concorrer ao fornecimento, declarando efetivamente a Bridgestone a vencedora, que foi confirmada em 18 de outubro de 2008. A Bridgestone será o único fornecedor de pneus entre 2009 e 2011. Somente pneus de competição ser fornecido às equipes, eliminando pneus qualificados, em uso até 2008.
Outras manobras de corte de custos foram feitas durante o inverno anterior à temporada, para tentar conter os custos crescentes do esporte, especialmente durante um período de crise econômica. A FIM estava especialmente preocupada, temendo que as deserções entre equipes privadas e de fábrica pudessem deixar a grade com apenas 14 motos.
Após negociações entre a FIM, a Dorna e a MSMA (associação de fabricantes), novas medidas foram adotadas. A sessão de treinos livres da manhã de sexta-feira foi eliminada, limitando o tempo de treino de sexta-feira a uma única sessão de 45 minutos (posteriormente levada a uma sessão de 1 hora a partir do GP da França); foi imposto um limite de 5 motores nas últimas 7 corridas, com uma penalidade de 10 pontos por cada motor adicional usado; materiais compósitos cerâmicos para freios foram proibidos; a assistência eletrônica foi reduzida com a proibição de suspensões eletrônicas controladas e sistemas de controle de lançamento; Os testes de segunda-feira serão cancelados, exceto para a Catalunha e Brno, onde apenas os participantes poderão participar.

### Retirada e retorno da Kawasaki
Com um anúncio um tanto inesperado, a Kawasaki tornou pública sua intenção de se retirar do MotoGP imediatamente em 9 de janeiro de 2009, citando a crise econômica global como a principal causa da decisão. As negociações iniciais entre Dorna e Kawasaki tiveram como objetivo rodar as duas motos com a equipe privada da Aspar, mas após conversas posteriores, em 26 de fevereiro de 2009, a Kawasaki anunciou sua decisão de permanecer na categoria, dirigindo uma única equipe de bicicleta com Marco Melandri, deixando John Hopkins efetivamente sem contrato. A equipe correu sob a bandeira da Hayate Racing, conforme anunciado a 1 de março de 2009.

## Grandes Prêmios
A lista de GPs da MotoGP, 250cc e 125cc para 2009 é a seguinte :
| Ronda | Nome                  | Circuito             | Data          | Vencedor 125cc             | Vencedor 250cc             | Vencedor MotoGP  | Resumo   |
| ----- | --------------------- | -------------------- | ------------- | -------------------------- | -------------------------- | ---------------- | -------- |
| 1     | GP do Qatar‡          | Losail               | 12 de abril   | Andrea Iannone             | Héctor Barberá             | Casey Stoner     | Detalhes |
| 2     | GP do Japão           | Motegi               | 26 de abril   | Andrea Iannone             | Álvaro Bautista            | Jorge Lorenzo    | Detalhes |
| 3     | GP da Espanha         | Jerez                | 3 de maio     | Bradley Smith              | Hiroshi Aoyama             | Valentino Rossi  | Detalhes |
| 4     | GP da França          | Le Mans              | 17 de maio    | Julián Simón               | Marco Simoncelli           | Jorge Lorenzo    | Detalhes |
| 5     | GP da Itália          | Mugello Circuit      | 31 de maio    | Bradley Smith              | Mattia Pasini              | Casey Stoner     | Detalhes |
| 6     | GP da Catalunha       | Circuit de Catalunya | 14 de junho   | Andrea Iannone             | Álvaro Bautista            | Valentino Rossi  | Detalhes |
| 7     | GP da Holanda         | TT Assen             | 27 de junho   | Sergio Gadea               | Hiroshi Aoyama             | Valentino Rossi  | Detalhes |
| 8     | GP dos EUA †          | Laguna Seca          | 5 de julho    | 125cc e 250cc não disputam | 125cc e 250cc não disputam | Dani Pedrosa     | Detalhes |
| 9     | GP da Alemanha        | Sachsenring          | 19 de julho   | Julián Simón               | Marco Simoncelli           | Valentino Rossi  | Detalhes |
| 10    | GP do Reino Unido     | Donington Park       | 26 de julho   | Julián Simón               | Hiroshi Aoyama             | Andrea Dovizioso | Detalhes |
| 11    | GP da República Checa | Masaryk Circuit      | 16 de agosto  | Nicolás Terol              | Marco Simoncelli           | Valentino Rossi  | Detalhes |
| 12    | GP de Indianápolis    | Indianapolis         | 30 de agosto  | Pol Espargaró              | Marco Simoncelli           | Jorge Lorenzo    | Detalhes |
| 13    | GP de San Marino      | Misano               | 6 de setembro | Julián Simón               | Héctor Barberá             | Valentino Rossi  | Detalhes |
| 14    | GP de Portugal        | Estoril              | 4 de outubro  | Pol Espargaró              | Marco Simoncelli           | Jorge Lorenzo    | Detalhes |
| 15    | GP da Austrália       | Phillip Island       | 18 de outubro | Julián Simón               | Marco Simoncelli           | Casey Stoner     | Detalhes |
| 16    | GP da Malásia         | Sepang               | 25 de outubro | Julián Simón               | Hiroshi Aoyama             | Casey Stoner     | Detalhes |
| 17    | GP da Com. Valenciana | Circuit de Valencia  | 8 de novembro | Julián Simón               | Héctor Barberá             | Dani Pedrosa     | Detalhes |

‡ = Corrida Nocturna
† = Exclusivo para a classe MotoGP.
- O Grande Prêmio da Hungria, que estava previsto para o dia 20 de setembro de 2009,[14] não foi realizado devido a atrasos na construção do circuito de Balatonring.[15]

### Horários
| Ronda | Nome                  | Local do Circuito    | Data          | Horário* | Horário* | Horário* |
| Ronda | Nome                  | Local do Circuito    | Data          | Local    | GMT      | Brasília |
| ----- | --------------------- | -------------------- | ------------- | -------- | -------- | -------- |
| 1     | GP do Qatar           | Doha                 | 12 de abril   | 23h00    | 21h00    | 17h00    |
| 2     | GP do Japão           | Tochigi              | 26 de abril   | 14h00    | 06h00    | 02h00    |
| 3     | GP da Espanha         | Jerez de la Frontera | 3 de maio     | 14h00    | 13h00    | 09h00    |
| 4     | GP da França          | Le Mans              | 17 de maio    | 14h00    | 13h00    | 09h00    |
| 5     | GP da Itália          | Florença             | 31 de maio    | 14h00    | 13h00    | 09h00    |
| 6     | GP da Catalunha       | Barcelona            | 14 de junho   | 14h00    | 13h00    | 09h00    |
| 7     | GP da Holanda         | Assen                | 27 de junho   | 14h00    | 13h00    | 09h00    |
| 8     | GP dos EUA            | Monterey             | 5 de julho    | 14h00    | 22h00    | 18h00    |
| 9     | GP da Alemanha        | Chemnitz             | 19 de julho   | 14h00    | 13h00    | 09h00    |
| 10    | GP do Reino Unido     | NW Leicestershire    | 26 de julho   | 15h30    | 15h30    | 11h30    |
| 11    | GP da República Checa | Brno                 | 16 de agosto  | 14h00    | 13h00    | 09h00    |
| 12    | GP de Indianápolis    | Speedway (Indiana)   | 30 de agosto  | 15h00    | 20h00    | 16h00    |
| 13    | GP de San Marino      | Misano Adriatico     | 6 de setembro | 14h00    | 13h00    | 09h00    |
| 14    | GP de Portugal        | Cascais              | 4 de outubro  | 14h30    | 14h30    | 10h00    |
| 15    | GP da Austrália       | Victoria             | 18 de outubro | 16h00    | 06h00    | 03h00    |
| 16    | GP da Malásia         | Kuala Lumpur         | 25 de outubro | 15h00    | 07h00    | 05h00    |
| 17    | GP da Com. Valenciana | Valência             | 8 de novembro | 14h00    | 13h00    | 11h00    |

* Horários referentes apenas às corridas da MotoGP.

## Pilotos e equipes
Os seguintes pilotos e equipes foram inscritos para participar do Campeonato Mundial:

### MotoGP
| Equipe                                         | Constructor | Moto                       | No | Piloto           | Etapas           |
| ---------------------------------------------- | ----------- | -------------------------- | -- | ---------------- | ---------------- |
| Repsol Honda Team                              | Honda       | Honda RC212V               | 3  | Dani Pedrosa     | Todas            |
| Repsol Honda Team                              | Honda       | Honda RC212V               | 4  | Andrea Dovizioso | Todas            |
| Monster Yamaha Tech 3                          | Yamaha      | Yamaha YZR-M1              | 5  | Colin Edwards    | Todas            |
| Monster Yamaha Tech 3                          | Yamaha      | Yamaha YZR-M1              | 52 | James Toseland   | Todas            |
| Rizla Suzuki MotoGP                            | Suzuki      | Suzuki GSV-R               | 7  | Chris Vermeulen  | Todas            |
| Rizla Suzuki MotoGP                            | Suzuki      | Suzuki GSV-R               | 65 | Loris Capirossi  | Todas            |
| Sterilgarda Yamaha Team                        | Yamaha      | Yamaha YZR-M1              | 11 | Ben Spies        | 17               |
| LCR Honda MotoGP                               | Honda       | Honda RC212V               | 14 | Randy de Puniet  | Todas            |
| San Carlo Honda Gresini                        | Honda       | Honda RC212V               | 15 | Alex de Angelis  | Todas            |
| San Carlo Honda Gresini                        | Honda       | Honda RC212V               | 24 | Toni Elías       | Todas            |
| Ducati Marlboro Team Ducati Team (rd 8 and 12) | Ducati      | Ducati Desmosedici GP9     | 27 | Casey Stoner     | 1-10, 14-17      |
| Ducati Marlboro Team Ducati Team (rd 8 and 12) | Ducati      | Ducati Desmosedici GP9     | 69 | Nicky Hayden     | Todas            |
| Ducati Marlboro Team Ducati Team (rd 8 and 12) | Ducati      | Ducati Desmosedici GP9     | 36 | Mika Kallio1     | 11-13            |
| Hayate Racing Team                             | Kawasaki    | Kawasaki Ninja ZX-RR       | 33 | Marco Melandri   | Todas            |
| Pramac Racing                                  | Ducati      | Ducati Desmosedici GP9 Sat | 36 | Mika Kallio      | 1-7, 9-10, 14-17 |
| Pramac Racing                                  | Ducati      | Ducati Desmosedici GP9 Sat | 88 | Niccolò Canepa   | 1-15             |
| Pramac Racing                                  | Ducati      | Ducati Desmosedici GP9 Sat | 84 | Michel Fabrizio2 | 11               |
| Pramac Racing                                  | Ducati      | Ducati Desmosedici GP9 Sat | 44 | Aleix Espargaró3 | 12-13, 16-17     |
| Scot Racing Team                               | Honda       | Honda RC212V               | 41 | Gábor Talmácsi   | 6-17             |
| Scot Racing Team                               | Honda       | Honda RC212V               | 72 | Yuki Takahashi   | 1-7              |
| Fiat Yamaha Team                               | Yamaha      | Yamaha YZR-M1              | 46 | Valentino Rossi  | Todas            |
| Fiat Yamaha Team                               | Yamaha      | Yamaha YZR-M1              | 99 | Jorge Lorenzo    | Todas            |
| Grupo Francisco Hernando                       | Ducati      | Ducati Desmosedici GP9 Sat | 59 | Sete Gibernau    | 1-3, 6-8         |

| Legenda                |
| ---------------------- |
| Piloto Regular         |
| Piloto Wildcard        |
| Piloto de Substituição |

- Todos usam pneus Bridgestone.

†A equipa Kawasaki confirmou a sua saída do MotoGP a 9 de Janeiro de 2009. Contudo, estão em curso esforços para colocar em andamento o antigo fabricante de motos, com a equipa de Jorge Martinez, a Team Aspar.

### 250cc
| Equipe                      | Constructor | Moto                | No | Piloto              | Etapas           |
| --------------------------- | ----------- | ------------------- | -- | ------------------- | ---------------- |
| Scot Racing Team 250cc      | Honda       | Honda RS250RW       | 4  | Hiroshi Aoyama      | 1-7, 9-17        |
| Scot Racing Team 250cc      | Honda       | Honda RS250RW       | 35 | Raffaele De Rosa    | 1-7, 9-17        |
| Aeropuerto-Castello-Blusens | Aprilia     | Aprilia RSA 250     | 6  | Alex Debón          | 1-7, 9-17        |
| Pepe World Team             | Aprilia     | Aprilia RSW 250 LE  | 7  | Axel Pons           | 1-7, 9-17        |
| Pepe World Team             | Aprilia     | Aprilia RSA 250     | 40 | Héctor Barberá      | 1-7, 9-17        |
| Balatonring Team            | Aprilia     | Aprilia RSA 250     | 28 | Gábor Talmácsi      | 1-3              |
| Balatonring Team            | Aprilia     | Aprilia RSA 250     | 47 | Ángel Rodríguez     | 4                |
| Balatonring Team            | Aprilia     | Aprilia RSW 250 LE  | 11 | Balázs Németh       | 5-6, 10-17       |
| Balatonring Team            | Aprilia     | Aprilia RSW 250 LE  | 41 | Aleix Espargaró     | 7, 9             |
| Racing Team Germany         | Honda       | Honda RS250R        | 8  | Bastien Chesaux     | 1-7, 9-13        |
| Racing Team Germany         | Honda       | Honda RS250R        | 73 | Shuhei Aoyama       | 14-17            |
| Team Toth Aprilia           | Aprilia     | Aprilia RSW 250 LE  | 10 | Imre Tóth           | 1-2              |
| Team Toth Aprilia           | Aprilia     | Aprilia RSA 250     | 10 | Imre Tóth           | 3-7, 9-13        |
| Team Toth Aprilia           | Aprilia     | Aprilia RSV 250 kit | 10 | Imre Tóth           | 14-17            |
| Team Toth Aprilia           | Aprilia     | Aprilia RSA 250     | 75 | Mattia Pasini       | 1-7, 9-13        |
| Team Globalgest             | Aprilia     | Aprilia RSA 250     | 75 | Mattia Pasini       | 14               |
| Paddock GP Racing Team      | Aprilia     | Aprilia RSA 250     | 75 | Mattia Pasini       | 15-17            |
| Emmi–Caffè Latte            | Aprilia     | Aprilia RSA 250     | 12 | Thomas Lüthi        | 1-7, 9-17        |
| Auto Kelly – CP             | Aprilia     | Aprilia RSW 250 LE  | 52 | Lukáš Pešek         | 1-7, 9-17        |
| Thai PTT Honda SAG          | Honda       | Honda RS250RW       | 14 | Ratthapark Wilairot | 1-7, 9-17        |
| Metis Gilera                | Gilera      | Gilera RSA 250      | 15 | Roberto Locatelli   | 1-7, 9-17        |
| Metis Gilera                | Gilera      | Gilera RSA 250      | 58 | Marco Simoncelli    | 1-7, 9-17        |
| Matteoni Racing             | Aprilia     | Aprilia RSW 250 LE  | 16 | Jules Cluzel        | 1-7, 9-17        |
| Matteoni Racing             | Aprilia     | Aprilia RSW 250 LE  | 77 | Aitor Rodríguez     | 10-11, 13        |
| Matteoni Racing             | Aprilia     | Aprilia RSW 250 LE  | 8  | Bastien Chesaux     | 14-17            |
| Matteoni Racing             | Aprilia     | Aprilia RSW 250 LE  | 88 | Christopher Moretti | 14               |
| Cardion AB Motoracing       | Aprilia     | Aprilia RSA 250     | 17 | Karel Abraham       | 1-7, 9-17        |
| Mapfre Aspar Team           | Aprilia     | Aprilia RSA 250     | 19 | Álvaro Bautista     | 1-7, 9-17        |
| Mapfre Aspar Team           | Aprilia     | Aprilia RSW 250 LE  | 63 | Mike Di Meglio      | 1-5              |
| Mapfre Aspar Team           | Aprilia     | Aprilia RSA 250     | 63 | Mike Di Meglio      | 6-7, 9-17        |
| WTR San Marino Team         | Aprilia     | Aprilia RSW 250 LE  | 25 | Alex Baldolini      | 1-7, 9-17        |
| CIP MotoGP250               | Honda       | Honda RS250R        | 48 | Shoya Tomizawa      | 1-7, 9-11, 13-17 |
| CIP MotoGP250               | Honda       | Honda RS250R        | 53 | Valentin Debise     | 3-7, 9-17        |
| Valencia CF Honda SAG       | Honda       | Honda RS250RW       | 55 | Héctor Faubel       | 1-7, 9-17        |
| Viessmann Kiefer Racing     | Aprilia     | Aprilia RSW 250 LE  | 56 | Vladimir Leonov     | 1-7, 9, 11-17    |
| Viessmann Kiefer Racing     | Aprilia     | Aprilia RSW 250 LE  | 95 | Ralf Waldmann       | 10               |
| Milar – Juegos Lucky        | Aprilia     | Aprilia RSV 250 kit | 77 | Aitor Rodríguez     | 1-4              |
| Milar – Juegos Lucky        | Aprilia     | Aprilia RSV 250 kit | 37 | Daniel Arcas        | 5                |
| Milar – Juegos Lucky        | Aprilia     | Aprilia RSV 250 kit | 51 | Stevie Bonsey       | 6                |
| Milar – Juegos Lucky        | Aprilia     | Aprilia RSV 250 kit | 80 | Stevie Bonsey       | 7                |
| Milar – Juegos Lucky        | Aprilia     | Aprilia RSV 250 kit | 76 | Iván Maestro        | 3                |
| Longevity Racing            | Yamaha      | Yamaha TZ 250       | 29 | Barrett Long        | 12               |
| Rat Racing                  | Yamaha      | Yamaha TZ 250       | 30 | Adam Roberts        | 12               |
| Bigman Racing               | Honda       | Honda RS250R        | 33 | William Dunlop      | 17               |
| C&L Racing                  | Honda       | Honda RS250R        | 54 | Toby Markham        | 3-7              |
| C&L Racing                  | Aprilia     | Aprilia RSW 250 LE  | 54 | Toby Markham        | 11, 13           |
| Bardral Racing with SJ-R    | Yamaha      | Yamaha TZ 250       | 59 | Kazuki Watanabe     | 2                |
| Sabresport Grand Prix       | Aprilia     | Aprilia RSW 250 LE  | 64 | Luke Mossey         | 10               |
| Yamaha Road Racing Team     | Yamaha      | Yamaha TZ 250       | 65 | Marcel Becker       | 9                |
| Nordgren Racing             | Honda       | Honda RS250R        | 66 | Joakim Stensmö      | 9                |
| Promotion Scandinavia AB    | Aprilia     | Aprilia RSW 250 LE  | 67 | Robin Halen         | 9-10             |
| Dennis Trollope Racing      | Yamaha      | Yamaha TZ 250       | 68 | Alex Kenchington    | 10               |
| Harc-Pro                    | Honda       | Honda RS250R        | 73 | Shuhei Aoyama       | 2                |

| Legenda                |
| ---------------------- |
| Piloto Regular         |
| Piloto Wildcard        |
| Piloto de Substituição |

- Todos usam pneus Dunlop.

### 125cc
| Equipe                      | Constructor | Moto            | No | Piloto               | Etapas           |
| --------------------------- | ----------- | --------------- | -- | -------------------- | ---------------- |
| Loncin Racing               | Loncin      | Loncin          | 5  | Alexis Masbou        | 1-7, 9-12        |
| Loncin Racing               | Loncin      | Loncin          | 71 | Tomoyoshi Koyama     | 1-7, 9-17        |
| Loncin Racing               | Loncin      | Loncin          | 21 | Jakub Kornfeil       | 13-17            |
| Derbi Racing Team           | Derbi       | Derbi RSA 125   | 6  | Joan Olivé           | 1-7, 9-17        |
| Derbi Racing Team           | Derbi       | Derbi RSA 125   | 7  | Efrén Vázquez        | 1-7, 9-17        |
| Derbi Racing Team           | Derbi       | Derbi RSA 125   | 44 | Pol Espargaró        | 1-7, 9-17        |
| Ongetta Team I.S.P.A.       | Aprilia     | Aprilia RSA 125 | 8  | Lorenzo Zanetti      | 1-7, 9-17        |
| Ongetta Team I.S.P.A.       | Aprilia     | Aprilia RSA 125 | 29 | Andrea Iannone       | 1-7, 9-17        |
| Ongetta Team I.S.P.A.       | Aprilia     | Aprilia RS 125  | 73 | Takaaki Nakagami     | 1-7, 9-17        |
| Ongetta Team I.S.P.A.       | Aprilia     | Aprilia RS 125  | 94 | Jonas Folger         | 1-7, 9-17        |
| CBC Corse                   | Aprilia     | Aprilia RS 125  | 10 | Luca Vitali          | 1-7, 9-17        |
| CBC Corse                   | Aprilia     | Aprilia RS 125  | 87 | Luca Marconi         | 1-7, 9-17        |
| CBC Corse                   | Aprilia     | Aprilia RS 125  | 88 | Michael Ranseder     | 9-17             |
| Ajo Interwetten             | Derbi       | Derbi RSA 125   | 11 | Sandro Cortese       | 1-7, 9-17        |
| Ajo Interwetten             | Derbi       | Derbi RSA 125   | 77 | Dominique Aegerter   | 1-7, 9-17        |
| Blusens Aprilia             | Aprilia     | Aprilia RSA 125 | 12 | Esteve Rabat         | 1-7, 9-17        |
| Blusens Aprilia             | Aprilia     | Aprilia RSA 125 | 45 | Scott Redding        | 1-7, 9-17        |
| Blusens Aprilia             | Aprilia     | Aprilia RS 125  | 43 | Johnny Rosell        | 6, 14            |
| WTR San Marino Team         | Aprilia     | Aprilia RS 125  | 14 | Johann Zarco         | 1-7, 9-17        |
| Red Bull KTM Motorsport     | KTM         | KTM FRR 125     | 16 | Cameron Beaubier     | 1-7, 9-11, 13-17 |
| Red Bull KTM Motorsport     | KTM         | KTM FRR 125     | 93 | Marc Márquez         | 1-7, 9-17        |
| Red Bull KTM Motorsport     | KTM         | KTM FRR 125     | 50 | Sturla Fagerhaug     | 4, 6, 14, 17     |
| Viessman Kiefer Racing      | Aprilia     | Aprilia RSA 125 | 17 | Stefan Bradl         | 1-7, 9-17        |
| Jack&Jones Team             | Aprilia     | Aprilia RSA 125 | 18 | Nicolás Terol        | 1-7, 9-17        |
| Jack&Jones Team             | Aprilia     | Aprilia RSA 125 | 39 | Luis Salom           | 7, 9-17          |
| Jack&Jones Team             | Aprilia     | Aprilia RSA 125 | 24 | Simone Corsi         | 1-6              |
| Fontana Racing              | Aprilia     | Aprilia RSA 125 | 24 | Simone Corsi         | 7, 9-17          |
| Fontana Racing              | Aprilia     | Aprilia RS 125  | 32 | Lorenzo Savadori     | 1-7, 9-13        |
| Matteoni Racing             | Aprilia     | Aprilia RS 125  | 19 | Quentin Jacquet      | 14-17            |
| Matteoni Racing             | Aprilia     | Aprilia RS 125  | 69 | Lukáš Šembera        | 1-7, 9-12        |
| Bancaja Aspar Team          | Aprilia     | Aprilia RSA 125 | 33 | Sergio Gadea         | 1-7, 9-17        |
| Bancaja Aspar Team          | Aprilia     | Aprilia RSA 125 | 38 | Bradley Smith        | 1-7, 9-17        |
| Bancaja Aspar Team          | Aprilia     | Aprilia RSA 125 | 60 | Julián Simón         | 1-7, 9-17        |
| Degraaf Grand Prix          | Aprilia     | Aprilia RSA 125 | 35 | Randy Krummenacher   | 1-7, 9-17        |
| Degraaf Grand Prix          | Aprilia     | Aprilia RSA 125 | 99 | Danny Webb           | 1-7, 9-17        |
| Degraaf Grand Prix          | Honda       | Honda RS125R    | 47 | Blake Leigh-Smith    | 16               |
| Racing Team Germany         | Honda       | Honda RS125R    | 53 | Jasper Iwema         | 1-7, 9-11, 13-17 |
| Haojue Team                 | Haojue      | Haojue 125      | 66 | Matthew Hoyle        | 1-4              |
| Haojue Team                 | Haojue      | Haojue 125      | 88 | Michael Ranseder     | 1-4              |
| Dydo Miu Racing             | Honda       | Honda RS125R    | 55 | Hiroomi Iwata        | 2                |
| Okegawajuku & Endurance     | Honda       | Honda RS125R    | 56 | Yuma Yahagi          | 2                |
| Okegawajuku & Endurance     | Honda       | Honda RS125R    | 57 | Yuki Oogane          | 2                |
| 18 Grage Racing             | Honda       | Honda RS125R    | 58 | Yuuichi Yanagisawa   | 2                |
| Endurance & Osl             | Honda       | Honda RS125R    | 59 | Satoru Kamada        | 2                |
| SAG-Castrol                 | Honda       | Honda RS125R    | 31 | Jordi Dalmau         | 3, 6, 14         |
| SAG-Castrol                 | Honda       | Honda RS125R    | 39 | Luis Salom           | 3, 6             |
| SAG-Castrol                 | Honda       | Honda RS125R    | 95 | Joan Perelló         | 17               |
| TCR Competicion             | Aprilia     | Aprilia RS 125  | 40 | Eduard López         | 3                |
| Hune Racing Team-TMM        | Aprilia     | Aprilia RS 125  | 41 | Borja Maestro        | 3                |
| Hune Racing Team-TMM        | Aprilia     | Aprilia RS 125  | 76 | Iván Maestro         | 17               |
| Andalucia Aprilia           | Aprilia     | Aprilia RS 125  | 42 | Alberto Moncayo      | 3, 6, 14, 17     |
| TJP-TVX Racing              | Honda       | Honda RS125R    | 36 | Cyril Carrillo       | 4                |
| Equipe de France            | Honda       | Honda RS125R    | 48 | Grégory Di Carlo     | 4                |
| Xtrem Racing Team           | Honda       | Honda RS125R    | 49 | Ornella Ongaro       | 4                |
| Villiers Team Competition   | Honda       | Honda RS125R    | 52 | Steven Le Coquen     | 4                |
| Elligi Racing               | Aprilia     | Aprilia RS 125  | 51 | Riccardo Moretti     | 5, 13            |
| Junior GP Racing Dream      | Aprilia     | Aprilia RS 125  | 61 | Luigi Morciano       | 5, 11, 13        |
| Junior GP Racing Dream      | Aprilia     | Aprilia RS 125  | 62 | Alessandro Tonucci   | 5, 11, 13        |
| Junior GP Racing Dream      | Aprilia     | Aprilia RS 125  | 63 | Gennaro Sabatino     | 5                |
| Junior GP Racing Dream      | Aprilia     | Aprilia RS 125  | 32 | Lorenzo Savadori     | 17               |
| CRP Racing                  | Honda       | Honda RS125R    | 64 | Davide Stirpe        | 5                |
| Dutch Racing Team           | Honda       | Honda RS125R    | 82 | Michael van der Mark | 7                |
| Racing Team Bijsterbosch    | Honda       | Honda RS125R    | 83 | Pepijn Bijsterbosch  | 7                |
| Team Holland                | Aprilia     | Aprilia RS 125  | 84 | Roy Pouw             | 7                |
| LHF-Project Racing          | Honda       | Honda RS125R    | 85 | Marvin Fritz         | 7                |
| Pesek Team                  | Derbi       | Derbi RS 125    | 86 | Karel Pešek          | 7, 10, 11        |
| Freudenberg Racing          | Honda       | Honda RS125R    | 76 | Toni Finsterbusch    | 9                |
| Freudenberg Racing          | Honda       | Honda RS125R    | 79 | Daniel Kartheininger | 9                |
| Toni-Mang Racing            | Honda       | Honda RS125R    | 78 | Marcel Schrötter     | 9, 11            |
| RBS Honda                   | Honda       | Honda RS125R    | 80 | Damien Raemy         | 9                |
| Ajo Motorsport              | Honda       | Honda RS125R    | 81 | Eeki Kuparinen       | 9                |
| KRP/Bradley Smith Racing    | Honda       | Honda RS125R    | 89 | James Lodge          | 10               |
| KRP/Bradley Smith Racing    | Honda       | Honda RS125R    | 90 | Timothy Hastings     | 10               |
| KRP/Bradley Smith Racing    | Honda       | Honda RS125R    | 91 | Martin Glossop       | 10               |
| KRP/Bradley Smith Racing    | Honda       | Honda RS125R    | 92 | Paul Jordan          | 10               |
| Moto FGR                    | Honda       | Honda RS125R    | 67 | Ladislav Chmelik     | 11               |
| Team Migomoto               | Honda       | Honda RS125R    | 68 | Ivan Višak           | 11               |
| Veloce Racing               | Aprilia     | Aprilia RS 125  | 74 | Ben Young            | 12               |
| Veloce Racing               | Aprilia     | Aprilia RS 125  | 75 | Miles Thornton       | 12               |
| Grillini Bridgestone Racing | Aprilia     | Aprilia RS 125  | 65 | Gabriele Ferro       | 13               |
| JJ Racing                   | Aprilia     | Aprilia RS 125  | 70 | Jakub Jantulík       | 13-14            |
| Mavin Industries            | Honda       | Honda RS125R    | 30 | Dylan Mavin          | 15               |
| Champions Race Days         | Honda       | Honda RS125R    | 54 | Andrew Lawson        | 15               |
| RSW Racing                  | Aprilia     | Aprilia RS 125  | 96 | Nicky Diles          | 15               |
| Gross Racing                | Yamaha      | Yamaha TZ 125   | 97 | Brad Gross           | 15               |
| Racetrix/Angelo's Aluminium | Honda       | Honda RS125R    | 98 | Levi Day             | 15               |
| Air Asia Team Malaysia      | Yamaha      | Yamaha TZ 125   | 23 | Muhammad Zulfahmi    | 16               |
| Air Asia Team Malaysia      | Aprilia     | Aprilia RS 125  | 28 | Elly Ilias           | 16               |

| Legenda                |
| ---------------------- |
| Piloto Regular         |
| Piloto Wildcard        |
| Piloto de Substituição |

- Todos usam pneus Dunlop.

## Resultados
Informações Adicionais
- Pilotos marcados com azul-claro são elegíveis para o prêmio de Estreante do Ano.
- Corridas marcadas com azul-claro foram realizadas debaixo de chuva.

Sistema de Pontuação
São atribuídos pontos aos 15 pilotos mais bem classificados que terminem a corrida.
| Posição | 1° | 2° | 3° | 4° | 5° | 6° | 7° | 8° | 9° | 10° | 11° | 12° | 13° | 14° | 15° |
| Pontos  | 25 | 20 | 16 | 13 | 11 | 10 | 9  | 8  | 7  | 6   | 5   | 4   | 3   | 2   | 1   |

### MotoGP
| Pos | Piloto     | Moto     | QAT | JPN | ESP | FRA | ITA | CAT | NED | USA | GER | GBR | CZE | IND | SMR | POR | AUS | MAL | VAL | Pts |
| --- | ---------- | -------- | --- | --- | --- | --- | --- | --- | --- | --- | --- | --- | --- | --- | --- | --- | --- | --- | --- | --- |
| 1   | Rossi      | Yamaha   | 2   | 2   | 1   | 16  | 3   | 1   | 1   | 2   | 1   | 5   | 1   | Ret | 1   | 4   | 2   | 3   | 2   | 306 |
| 2   | Lorenzo    | Yamaha   | 3   | 1   | Ret | 1   | 2   | 2   | 2   | 3   | 2   | Ret | Ret | 1   | 2   | 1   | Ret | 4   | 3   | 261 |
| 3   | Pedrosa    | Honda    | 11  | 3   | 2   | 3   | Ret | 6   | Ret | 1   | 3   | 9   | 2   | 10  | 3   | 3   | 3   | 2   | 1   | 234 |
| 4   | Stoner     | Ducati   | 1   | 4   | 3   | 5   | 1   | 3   | 3   | 4   | 4   | 14  |     |     |     | 2   | 1   | 1   | DNS | 220 |
| 5   | Edwards    | Yamaha   | 4   | 12  | 7   | 7   | 6   | 7   | 4   | 7   | 9   | 2   | 7   | 5   | Ret | 5   | 5   | 13  | 4   | 161 |
| 6   | Dovizioso  | Honda    | 5   | 5   | 8   | 4   | 4   | 4   | Ret | Ret | Ret | 1   | 4   | 4   | 4   | 7   | 6   | Ret | 8   | 160 |
| 7   | Elías      | Honda    | 9   | 15  | 9   | 10  | 14  | Ret | 12  | 6   | 6   | Ret | 3   | 9   | 6   | 6   | 10  | 7   | 6   | 115 |
| 8   | de Angelis | Honda    | 6   | 13  | 14  | 11  | 15  | 12  | 10  | 11  | 5   | 4   | 8   | 2   | Ret | Ret | 4   | 12  | 10  | 111 |
| 9   | Capirossi  | Suzuki   | Ret | 7   | 6   | 8   | 5   | 5   | 9   | Ret | 11  | 11  | 5   | 7   | 5   | Ret | 12  | 9   | 14  | 110 |
| 10  | Melandri   | Kawasaki | 14  | 6   | 5   | 2   | 11  | 14  | 11  | 10  | 7   | 7   | Ret | Ret | 8   | 12  | 7   | 8   | 17  | 108 |
| 11  | de Puniet  | Honda    | 10  | 11  | 4   | 14  | 8   | 8   | 7   | 9   | Ret | 3   | 10  | 12  | 12  | 11  | 8   | Ret | 11  | 106 |
| 12  | Vermeulen  | Suzuki   | 7   | 10  | 10  | 6   | 10  | 11  | 5   | 8   | 13  | 13  | 11  | 11  | 9   | 10  | 11  | 6   | 15  | 106 |
| 13  | Hayden     | Ducati   | 12  | Ret | 15  | 12  | 12  | 10  | 8   | 5   | 8   | 15  | 6   | 3   | Ret | 8   | 15  | 5   | 5   | 104 |
| 14  | Toseland   | Yamaha   | 16  | 9   | 13  | 9   | 7   | 13  | 6   | DSQ | 10  | 6   | 9   | 6   | 10  | 9   | 14  | 15  | 12  | 92  |
| 15  | Kallio     | Ducati   | 8   | 8   | Ret | Ret | 13  | 9   | Ret |     | 14  | 10  | Ret | 8   | 7   | Ret | 9   | 10  | 9   | 71  |
| 16  | Canepa     | Ducati   | 17  | 14  | 16  | 15  | 9   | 16  | 14  | 12  | 12  | 8   | 12  | Ret | 13  | 13  | DNS |     |     | 38  |
| 17  | Talmácsi   | Honda    |     |     |     |     |     | 17  | 16  | Ret | 15  | 12  | 13  | 14  | 14  | 14  | 13  | 14  | 16  | 19  |
| 18  | Espargaró  | Ducati   |     |     |     |     |     |     |     |     |     |     |     | 13  | 11  |     |     | 11  | 13  | 16  |
| 19  | Gibernau   | Ducati   | 13  | Ret | 11  |     |     | 15  | 13  | Ret | WD  |     |     |     |     |     |     |     |     | 12  |
| 20  | Spies      | Yamaha   |     |     |     |     |     |     |     |     |     |     |     |     |     |     |     |     | 7   | 9   |
| 21  | Takahashi  | Honda    | 15  | Ret | 12  | 13  | Ret | Ret | 15  |     |     |     |     |     |     |     |     |     |     | 9   |
| –   | Fabrizio   | Ducati   |     |     |     |     |     |     |     |     |     |     | Ret |     |     |     |     |     |     | 0   |
| Pos | Piloto     | Moto     | QAT | JPN | ESP | FRA | ITA | CAT | NED | USA | GER | GBR | CZE | IND | SMR | POR | AUS | MAL | VAL | Pts |

| Cor      | Resultado            |
| -------- | -------------------- |
| Ouro     | Vencedor             |
| Prata    | 2º lugar             |
| Bronze   | 3º lugar             |
| Verde    | Terminou, nos pontos |
| Azul     | Terminou, sem pontos |
| Púrpura  | Retirou-se (Ret)     |
| Vermelho | Não qualificado (NQ) |
| Preto    | Desqualificado (DSQ) |
| Branco   | Não largou (NL)      |
| Sem cor  | Não participou (NP)  |
| Sem cor  | Lesionado (Les)      |
| Sem cor  | Excluído (EX)        |

### 250cc
| Pos | Piloto     | Moto    | QAT | JPN | ESP | FRA | ITA | CAT | NED | GER | GBR | CZE | IND | SMR | POR | AUS | MAL | VAL | Pts |
| --- | ---------- | ------- | --- | --- | --- | --- | --- | --- | --- | --- | --- | --- | --- | --- | --- | --- | --- | --- | --- |
| 1   | H. Aoyama  | Honda   | 4   | 2   | 1   | 8   | 6   | 2   | 1   | 4   | 1   | 4   | 2   | 4   | 4   | 7   | 1   | 7   | 261 |
| 2   | Barberá    | Aprilia | 1   | 11  | 4   | 11  | 5   | 3   | 2   | 5   | 8   | 7   | 6   | 1   | 3   | 2   | 2   | 1   | 239 |
| 3   | Simoncelli | Gilera  |     | 17  | 3   | 1   | 2   | Ret | 3   | 1   | 4   | 1   | 1   | Ret | 1   | 1   | 3   | Ret | 231 |
| 4   | Bautista   | Aprilia | 7   | 1   | 2   | 4   | 3   | 1   | Ret | 3   | 2   | 3   | 3   | 3   | Ret | 10  | Ret | 2   | 218 |
| 5   | Pasini     | Aprilia | Ret | 3   | 6   | Ret | 1   | 4   | Ret | Ret | 3   | 2   | Ret | 2   | 8   | Ret | Ret | Ret | 128 |
| 6   | de Rosa    | Honda   | 5   | 12  | 10  | 6   | 9   | 9   | 10  | 9   | 7   | 6   | 11  | 8   | Ret | 3   | Ret | 3   | 122 |
| 7   | Lüthi      | Aprilia | 6   | 8   | 5   | Ret | 4   | 6   | Ret | 8   | 9   | Ret | 9   | 10  | 7   | 11  | 4   | 4   | 120 |
| 8   | di Meglio  | Aprilia | 3   | Ret | 11  | Ret | 12  | 14  | 11  | Ret | 5   | 9   | 4   | 5   | 2   | 5   | Ret | 14  | 107 |
| 9   | Faubel     | Honda   | 11  | Ret | 14  | 2   | 8   | 10  | 8   | 6   | 10  | 10  | 8   | 9   | Ret | 8   | 5   | Ret | 105 |
| 10  | Debón      | Aprilia | 14  | 5   | Ret | Ret | 7   | 5   | 6   | 2   | 6   | Ret | Ret | 7   | 9   | 13  | 7   | DNS | 101 |
| 11  | Locatelli  | Gilera  | 9   | Ret | 9   | 3   | 10  | Ret | 5   | 10  | 13  | 5   | 5   | Ret | Ret | DSQ | Ret | 9   | 85  |
| 12  | Cluzel     | Aprilia | 2   | Ret | 8   | DNS | Ret | 11  | Ret | 14  | 11  | 8   | Ret | 6   | 5   | 4   | Ret | Ret | 82  |
| 13  | Wilairot   | Honda   | 8   | Ret | 15  | 5   | 14  | 7   | 9   | DNS | Ret | 11  | Ret | Ret | 6   | 9   | 6   | 5   | 82  |
| 14  | Pešek      | Aprilia | 13  | 7   | 13  | 7   | Ret | 12  | 12  | 12  | 12  | 12  | 7   | Ret | 11  | 12  | 8   | 12  | 74  |
| 15  | Abrahám    | Aprilia | Ret | 9   | Ret | 12  | 13  | 8   | 7   | Ret | 14  | Ret | 10  | 11  | 10  | 6   | 12  | 6   | 74  |
| 16  | Baldolini  | Aprilia | 15  | Ret | Ret | Ret | 11  | 13  | 13  | 11  | 16  | Ret | 12  | 13  | 14  | Ret | 9   | 8   | 41  |
| 17  | Tomizawa   | Honda   | 12  | 10  | 12  | Ret | Ret | Ret | Ret | 13  | 15  | 13  |     | 12  | Ret | 15  | 16  | 10  | 32  |
| 18  | Talmácsi   | Aprilia | 10  | 4   | 7   |     |     |     |     |     |     |     |     |     |     |     |     |     | 28  |
| 19  | S. Aoyama  | Honda   |     | 6   |     |     |     |     |     |     |     |     |     |     | 12  | 14  | 10  | 11  | 27  |
| 20  | Espargaró  | Aprilia |     |     |     |     |     |     | 4   | 7   |     |     |     |     |     |     |     |     | 22  |
| 21  | Debise     | Aprilia |     |     | 20  | 13  | 19  | 17  | 14  | 20  | 19  | 15  | 13  | 14  | 13  | 19  | 13  | 15  | 18  |
| 22  | Tóth       | Aprilia | 17  | 13  | 16  | 9   | 15  | Ret | 15  | 18  | 17  | 17  | 17  | 18  | 18  | 18  | Ret | 19  | 12  |
| 23  | Németh     | Aprilia |     |     |     |     | 16  | 18  |     |     | Ret | 14  | 16  | 15  | 16  | 16  | 11  | 13  | 11  |
| 24  | Leonov     | Aprilia | 18  | 15  | 19  | 10  | Ret | 20  | 16  | Ret |     | 19  | 15  | 17  | Ret | Ret | 15  | 17  | 9   |
| 25  | Pons       | Aprilia | Ret | Ret | Ret | Ret | 17  | 16  | Ret | 16  | 20  | 16  | 14  | 16  | 15  | Ret | Ret | Ret | 3   |
| 26  | Chesaux    | Honda   | 16  | 16  | 17  | Ret | 18  | 19  | Ret | 15  | 22  | Ret | Ret | Ret | 17  | 17  | 14  | 16  | 3   |
| 27  | Markham    | Honda   |     |     | DNQ | 14  |     | 21  | Ret | 17  | 23  | Ret |     | Ret |     |     |     |     | 2   |
| 28  | Watanabe   | Yamaha  |     | 14  |     |     |     |     |     |     |     |     |     |     |     |     |     |     | 2   |
| 29  | Bonsey     | Aprilia |     |     |     |     |     | 15  | Ret |     |     |     |     |     |     |     |     |     | 1   |
| –   | Rodríguez  | Aprilia | 19  | 18  | 18  | Ret |     |     |     |     | 21  | 18  |     | 19  |     |     |     |     | 0   |
| Pos | Piloto     | Moto    | QAT | JPN | ESP | FRA | ITA | CAT | NED | GER | GBR | CZE | IND | SMR | POR | AUS | MAL | VAL | Pts |

| Cor      | Resultado            |
| -------- | -------------------- |
| Ouro     | Vencedor             |
| Prata    | 2º lugar             |
| Bronze   | 3º lugar             |
| Verde    | Terminou, nos pontos |
| Azul     | Terminou, sem pontos |
| Púrpura  | Retirou-se (Ret)     |
| Vermelho | Não qualificado (NQ) |
| Preto    | Desqualificado (DSQ) |
| Branco   | Não largou (NL)      |
| Sem cor  | Não participou (NP)  |
| Sem cor  | Lesionado (Les)      |
| Sem cor  | Excluído (EX)        |

### 125cc
| Pos | Piloto        | Moto    | QAT† | JPN | ESP | FRA | ITA | CAT | NED | GER | GBR | CZE | IND | SMR | POR | AUS | MAL | VAL | Pts   |
| --- | ------------- | ------- | ---- | --- | --- | --- | --- | --- | --- | --- | --- | --- | --- | --- | --- | --- | --- | --- | ----- |
| 1   | Simón         | Aprilia | 2    | 2   | Ret | 1   | 3   | 4   | 2   | 1   | 1   | 2   | 5   | 1   | 12  | 1   | 1   | 1   | 289   |
| 2   | Smith         | Aprilia | 5    | 10  | 1   | 4   | 1   | 8   | 3   | Ret | 20  | 4   | 2   | 3   | 3   | 2   | 2   | 2   | 223.5 |
| 3   | Terol         | Aprilia | 7    | 17  | 10  | 9   | 2   | 2   | 5   | 4   | 4   | 1   | 4   | 2   | Ret | 6   | 5   | 10  | 179.5 |
| 4   | P. Espargaró  | Derbi   | 4    | 3   | 7   | Ret | 4   | Ret | 9   | 5   | 10  | 5   | 1   | Ret | 1   | 4   | 3   | 3   | 174.5 |
| 5   | Gadea         | Aprilia | 12   | 19  | 2   | 3   | 11  | 3   | 1   | 2   | Ret | 9   | 15  | Ret | 6   | 10  | 4   | 16  | 141   |
| 6   | Cortese       | Derbi   | 3    | 6   | 6   | 12  | 10  | 9   | Ret | 6   | Ret | 6   | 18  | 5   | 2   | 3   | 6   | 8   | 130   |
| 7   | Iannone       | Aprilia | 1    | 1   | 19  | 7   | Ret | 1   | 4   | 7   | Ret | 3   | Ret | Ret | Ret | 8   | 8   | Ret | 125.5 |
| 8   | Márquez       | KTM     | Ret  | 5   | 3   | Ret | 5   | 5   | 10  | 16  | 15  | 8   | 6   | 4   | Ret | 9   | Ret | 17  | 94    |
| 9   | Olivé         | Derbi   | 18   | 7   | 11  | Ret | Ret | 14  | 11  | 3   | 12  | 10  | 8   | 8   | 5   | Ret | 9   | 6   | 91    |
| 10  | Bradl         | Aprilia | 8    | 4   | Ret | Ret | 8   | 7   | 6   | Ret | Ret | 7   | 7   | 6   | 4   | Ret | Ret | Ret | 85    |
| 11  | Corsi         | Aprilia | 14   | 15  | 14  | Ret | 18  | 16  | 8   | Ret | 2   | Ret | 3   | 7   | Ret | 5   | Ret | 4   | 81    |
| 12  | Folger        | Aprilia | 6    | 8   | Ret | 2   | 14  | 6   | 7   | Ret | Ret | 12  | 12  | 9   | 14  | 14  | Ret | Ret | 73    |
| 13  | Aegerter      | Derbi   | 11   | 9   | 9   | 6   | 19  | 20  | 13  | 9   | 8   | 18  | 10  | 15  | 8   | 12  | 14  | 11  | 70.5  |
| 14  | Vázquez       | Aprilia | 17   | 22  | 5   | 8   | Ret | Ret | 12  | 17  | 9   | 14  | 21  | 12  | Ret | 7   | Ret | 7   | 54    |
| 15  | Redding       | Aprilia | 13   | Ret | 4   | Ret | 7   | 11  | Ret | Ret | 3   | 15  | Ret | Ret | 16  | 11  | Ret | Ret | 50.5  |
| 16  | Kakagami      | Aprilia | 20   | 20  | 16  | 5   | 15  | 15  | 17  | Ret | 5   | 19  | 9   | 20  | 11  | 18  | 11  | 14  | 43    |
| 17  | Webb          | Aprilia | 9    | 11  | 8   | Ret | Ret | Ret | Ret | 8   | Ret | 16  | 11  | 10  | Ret | 13  | Ret |     | 38.5  |
| 18  | Rabat         | Aprilia | 10   | 13  | 12  | 11  | 16  | 12  | Ret | Ret | Ret | Ret | 20  | Ret | 7   | Ret | 7   | Ret | 37    |
| 19  | Zanetti       | Aprilia | 19   | 14  | 18  | 10  | 12  | Ret | 15  | Ret | 7   | Ret | 17  | 14  | 13  | 17  | 10  | 12  | 37    |
| 20  | Zarco         | Aprilia | 15   | Ret | 13  | Ret | 6   | 13  | 21  | 23  | 13  | 11  | 23  | 16  | 9   | 16  | Ret | 15  | 32.5  |
| 21  | Krummenacher  | Aprilia | 22   | 18  | 17  | 15  | 13  | 10  | Ret | 11  | 18  | 17  | Ret | 17  | 10  | 15  | 13  | 9   | 32    |
| 22  | Salom         | Aprilia |      |     | 21  |     |     | Ret | 16  | 13  | 6   | Ret | 13  | 21  | 15  | 19  | 15  | 13  | 21    |
| 23  | Schrötter     | Honda   |      |     |     |     |     |     |     | 12  |     | 13  |     |     |     |     |     | 5   | 18    |
| 24  | Koyama        | Loncin  | 27   | 12  | Ret | Ret | Ret | 17  | Ret | 10  | 11  | 21  | 14  | Ret | Ret | 21  | Ret | 20  | 17    |
| 25  | Ranseder      | Haojue  | Ret  | DNS | DNS | DNQ |     |     |     |     |     |     |     |     |     |     |     |     | 9     |
| 25  | Ranseder      | Aprilia |      |     |     |     |     |     |     | Ret | Ret | 20  | 16  | 11  | Ret | 20  | 12  | Ret | 9     |
| 26  | Savadori      | Aprilia | 21   | Ret | 21  | Ret | 9   | Ret | Ret | 20  | Ret | Ret | Ret | Ret |     |     |     | Ret | 7     |
| 27  | Moretti       | Honda   |      |     |     |     | 20  |     |     |     |     |     |     | 13  |     |     |     |     | 3     |
| 28  | Iwema         | Honda   | 23   | Ret | 24  | 13  | 23  | 21  | 19  | 19  | Ret | Ret |     | 23  | 17  | 22  | 18  | 18  | 3     |
| 29  | Beaubier      | KTM     | 16   | 16  | 15  | Ret | DNQ | 18  | Ret | 14  | Ret | DNS |     | 22  | Ret | Ret | 17  | Ret | 3     |
| 30  | Glossop       | Honda   |      |     |     |     |     |     |     |     | 14  |     |     |     |     |     |     |     | 2     |
| 31  | Fritz         | Honda   |      |     |     |     |     |     | 14  |     |     |     |     |     |     |     |     |     | 2     |
| 32  | Di Carlo      | Honda   |      |     |     | 14  |     |     |     |     |     |     |     |     |     |     |     |     | 2     |
| 33  | Kartheininger | Honda   |      |     |     |     |     |     |     | 15  |     |     |     |     |     |     |     |     | 1     |
| –   | Sembera       | Aprilia | 25   | 23  | 20  | Ret | 22  | Ret | 20  | 18  | 17  | 30  | 22  |     |     |     |     |     | 0     |
| –   | Marconi       | Aprilia | 24   | 25  | 25  | Ret | Ret | 24  | 23  | 24  | 19  | 26  | 24  | 24  | Ret | 26  | Ret | 21  | 0     |
| –   | Vitali        | Aprilia | 28   | 26  | DSQ | Ret | 25  | 26  | 25  | DNQ | 21  | 25  | 25  | 27  | 22  | 25  | Ret | Ret | 0     |
| –   | Masbou        | Loncin  | 26   | 21  | Ret | Ret | Ret | Ret | Ret | Ret | Ret | 24  | Ret |     |     |     |     |     | 0     |
| –   | Kornfeil      | Loncin  |      |     |     |     |     |     |     |     |     |     |     | 28  | 25  | 23  | 19  | Ret | 0     |
| –   | Hoyle         | Haojue  | DNS  | DNQ | DNQ | DNQ |     |     |     |     |     |     |     |     |     |     |     |     | 0     |
| Pos | Piloto        | Moto    | QAT† | JPN | ESP | FRA | ITA | CAT | NED | GER | GBR | CZE | IND | SMR | POR | AUS | MAL | VAL | Pts   |

| Cor      | Resultado            |
| -------- | -------------------- |
| Ouro     | Vencedor             |
| Prata    | 2º lugar             |
| Bronze   | 3º lugar             |
| Verde    | Terminou, nos pontos |
| Azul     | Terminou, sem pontos |
| Púrpura  | Retirou-se (Ret)     |
| Vermelho | Não qualificado (NQ) |
| Preto    | Desqualificado (DSQ) |
| Branco   | Não largou (NL)      |
| Sem cor  | Não participou (NP)  |
| Sem cor  | Lesionado (Les)      |
| Sem cor  | Excluído (EX)        |

† Foram dados a metade dos pontos na corrida do Qatar.